# Tom Curry
Pas d'image ? Cliquez ici

a Compétitions nationales et continentales officielles uniquement.

b Matchs officiels uniquement.
Dernière mise à jour le 4 août 2025.
Tom Curry, né le 15 juin 1998 à Hounslow (Angleterre), est un joueur international anglais de rugby à XV, jouant principalement au poste de troisième ligne aile aux Sale Sharks en Premiership.
Il est le frère jumeau de Ben Curry, également joueur international anglais de rugby à XV.

## Biographie

### Carrière en club
Tom Curry a fait ses débuts professionnels contre les Scarlets le 15 octobre 2016 en Coupe d'Europe, devenant le quatrième plus jeune joueur anglais et le plus jeune joueur des Sale Sharks à avoir joué dans cette compétition. Il a marqué un essai lors de ses débuts en Premiership le 30 octobre 2016, devenant le troisième plus jeune marqueur de la compétition. À la fin de la saison 2016-2017, il est le co-récipiendaire du prix du jeune joueur de la saison de Sale Sharks, qu'il partage avec son frère Ben.
Il est titulaire lors de la finale du Championnat d'Angleterre en 2023 perdue 35-25 face aux Saracens,.
En novembre 2023, Sale annonce que le joueur, blessé à une hanche et qui doit subir une intervention chirurgicale, est forfait pour le reste de la saison 2023-2024, ce qui inclut également le Tournoi des Six Nations 2024 avec la sélection anglaise.

### Carrière internationale
Tom Curry est sélectionné en équipe des moins de 20 ans d'Angleterre pour la saison 2016-2017 le 14 octobre 2016, après avoir représenté la sélection des moins de 18 ans. Curry faisait partie de l'équipe d'Angleterre des moins de 20 ans qui remporte le Grand Chelem du Six Nations des moins de 20 ans 2017.
Eddie Jones l'a par la suite appelé dans l'équipe senior anglaise pour la tournée estivale de 2017 en Argentine. Lors de sa première apparition avec l'Angleterre contre les Barbarians le 28 mai 2017, il a été nommé Homme du match. Le match contre les Barbarians était un match non-officiel, il n'a donc pas reçu de cape à sa suite. Curry a fait sa première apparition officielle pour l'Angleterre comme troisième ligne aile lors du premier test-match contre l'Argentine en juin 2017. Il est devenu le plus jeune joueur à avoir été titularisé en troisième ligne aile pour l'Angleterre et le plus jeune avant anglais depuis 1912.
Curry a été appelé dans l'équipe anglaise pour le Six Nations en 2019 et a débuté au poste de n°7 dans tous les matchs de l'Angleterre. Il a marqué des essais dans les matchs contre le pays de Galles et l'Écosse. Il est aussi nommé pour le trophée de joueur du Tournoi, finalement remporté par Alun Wyn Jones.
En juillet 2019, il est sélectionné en équipe nationale pour préparer la Coupe du monde 2019.
Fin juin 2023, il est sélectionné avec le XV de la Rose par Steve Borthwick dans un groupe de 41 joueurs pour les matchs de préparation à la Coupe du monde 2023,. Quelques semaines plus tard, il est retenu dans le groupe final pour participer au Mondial,.
Début mai 2025, il est convoqué pour la tournée des Lions britanniques et irlandais en Australie. Il y joua quatre rencontres : une face à l'Argentine et trois face à l'Australie. Il se distingue en inscrivant notamment deux essais lors des deux rencontres face aux Wallabies. 

## Famille
Tom Curry est le frère jumeau de Ben Curry, également troisième ligne des Sale Sharks, le neveu de l'ancien talonneur de l'Angleterre John Olver. John Olver a également enseigné à la Oundle School, où Tom a été formé pour la "sixième année" (16-18 ans).

## Palmarès

### En club
- Sale Sharks
  - Vainqueur de la Coupe d'Angleterre en 2020 (en)
  - Finaliste du Championnat d'Angleterre en 2023

### En sélection nationale
- Angleterre
  - Finaliste de la Coupe du monde en 2019.
  - Vainqueur du Tournoi des Six Nations en 2020.
  - Vainqueur de la Triple Couronne en 2020.
  - Vainqueur de la Coupe d'automne des nations en 2020.
  - Troisième de la Coupe du monde en 2023.

### Distinctions personnelles
- Membre de l'équipe type du Tournoi des Six Nations en 2025